# Илио
Илио или Илион (грч. Ίλιον []) насеље је у Грчкој и једно од великих предграђа главног града Атине. Илио припада префектури Источна Атика у оквиру периферије Атика. По подацима из 2011. године број становника у општини је био 84.793.

## Положај
Илио се налази северозападно од управних граница Атине. Удаљеност између средишта ова два насеља је око 10 км.

## Становништво
Кретање броја становника у општини по пописима:
| 1981.  | 1991.  | 2001.  | 2011.  |
| ------ | ------ | ------ | ------ |
| 72.427 | 78.326 | 80.859 | 84.793 |